# سلاوکوف و برنا
سلاوکوف و برنا {{به چکی| Slavkov u Brna) یک شهرستان دارای شهرک سابقاً روستا، و شهرستان جمهوری چک در جمهوری چک است که در ناحیه ویشکوو واقع شده‌است. سلاوکوف و برنا ۶٬۴۵۶ نفر جمعیت دارد.

## خواهرخوانده
شهرهای Sławków و درنی خواهرخوانده‌های سلاوکوف و برنا هستند.

## نگارخانه

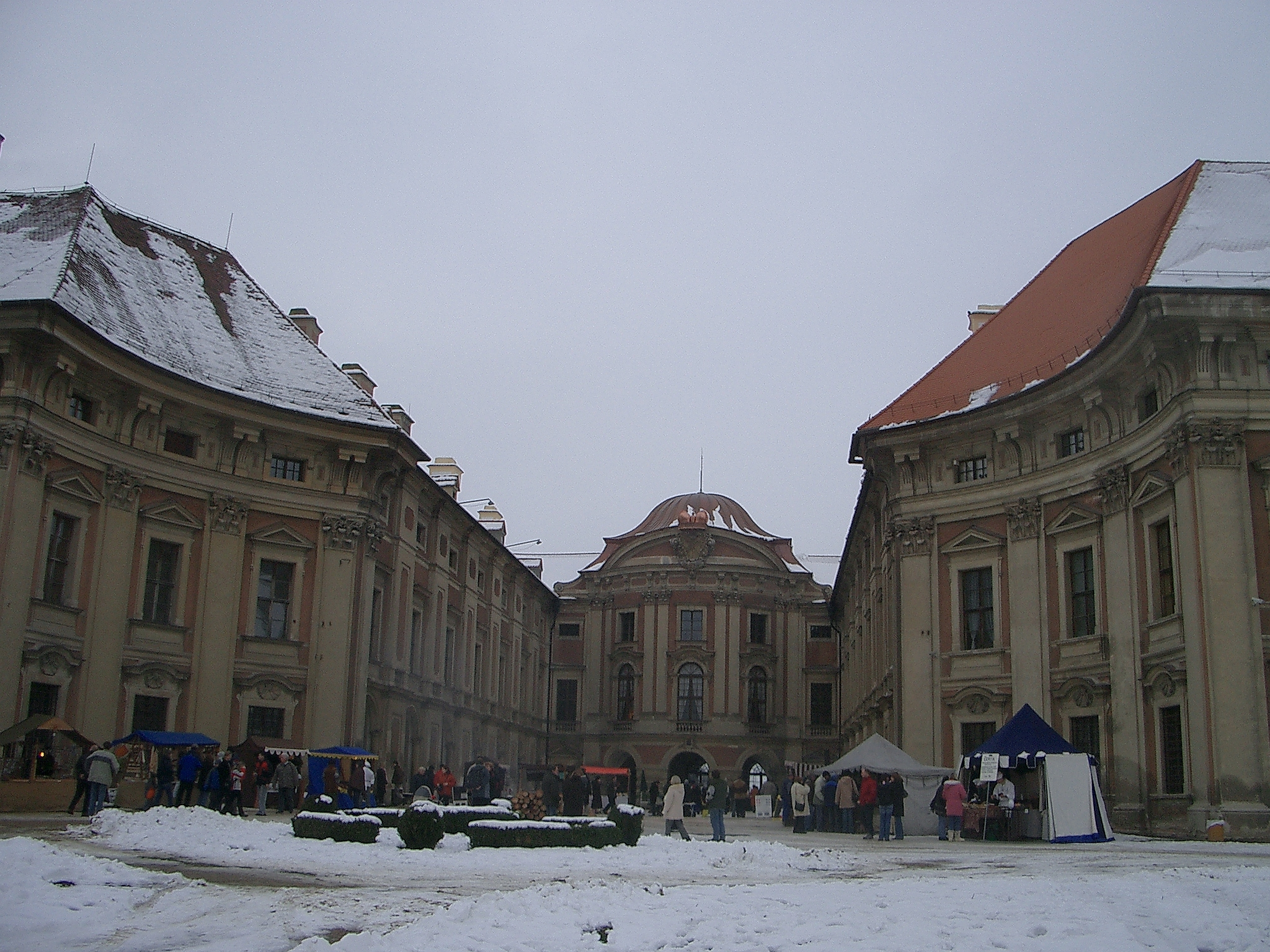
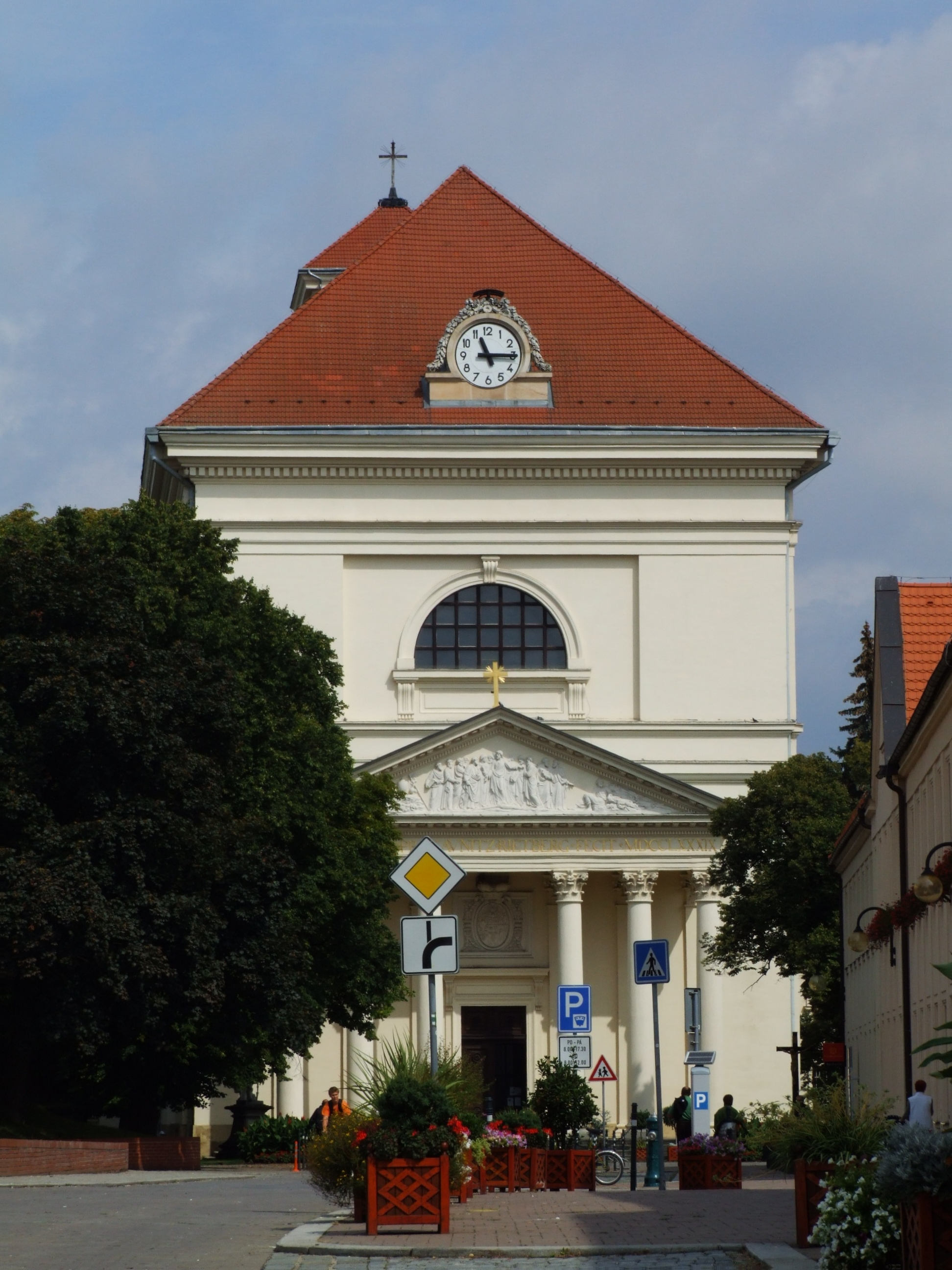
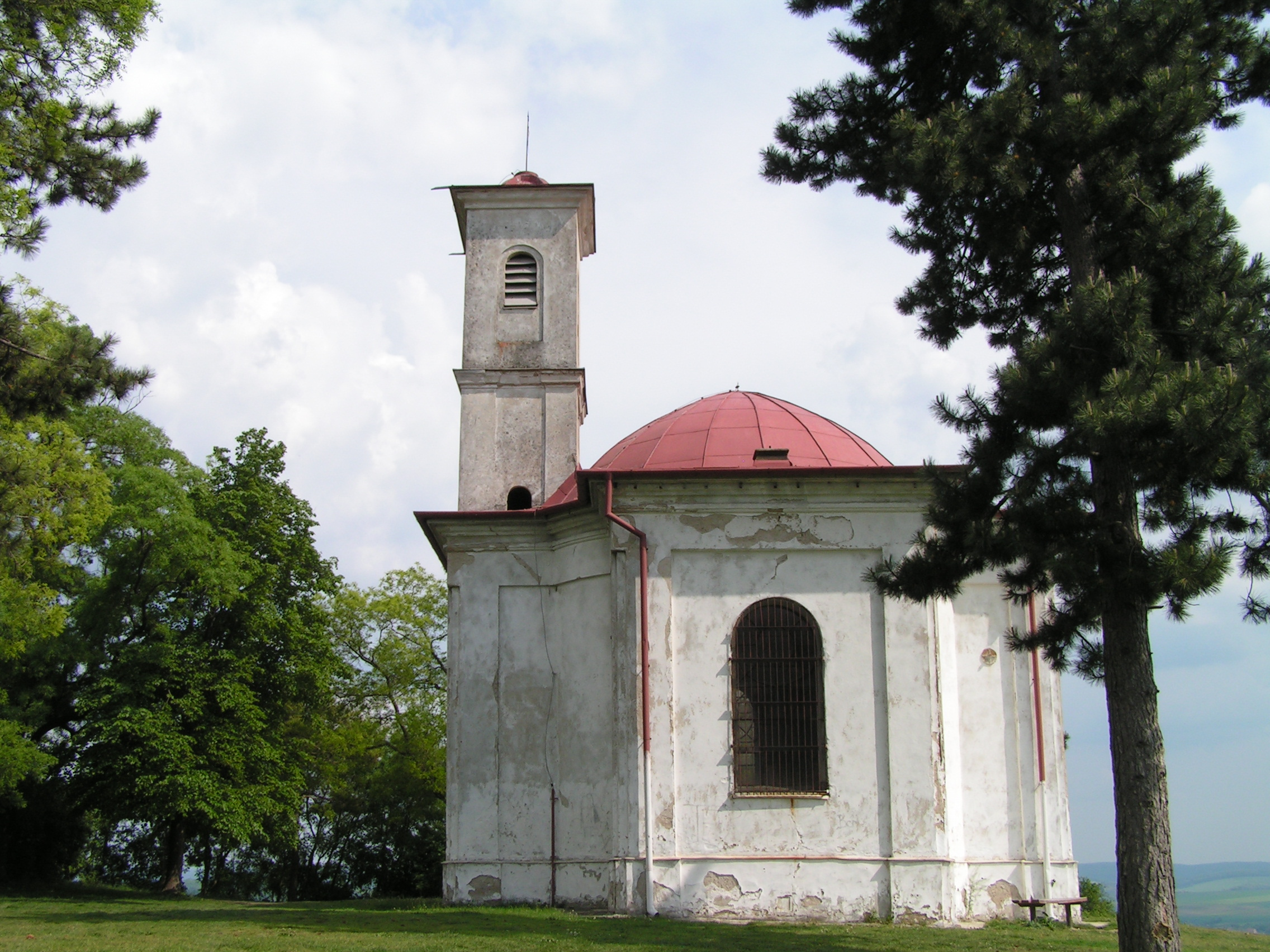
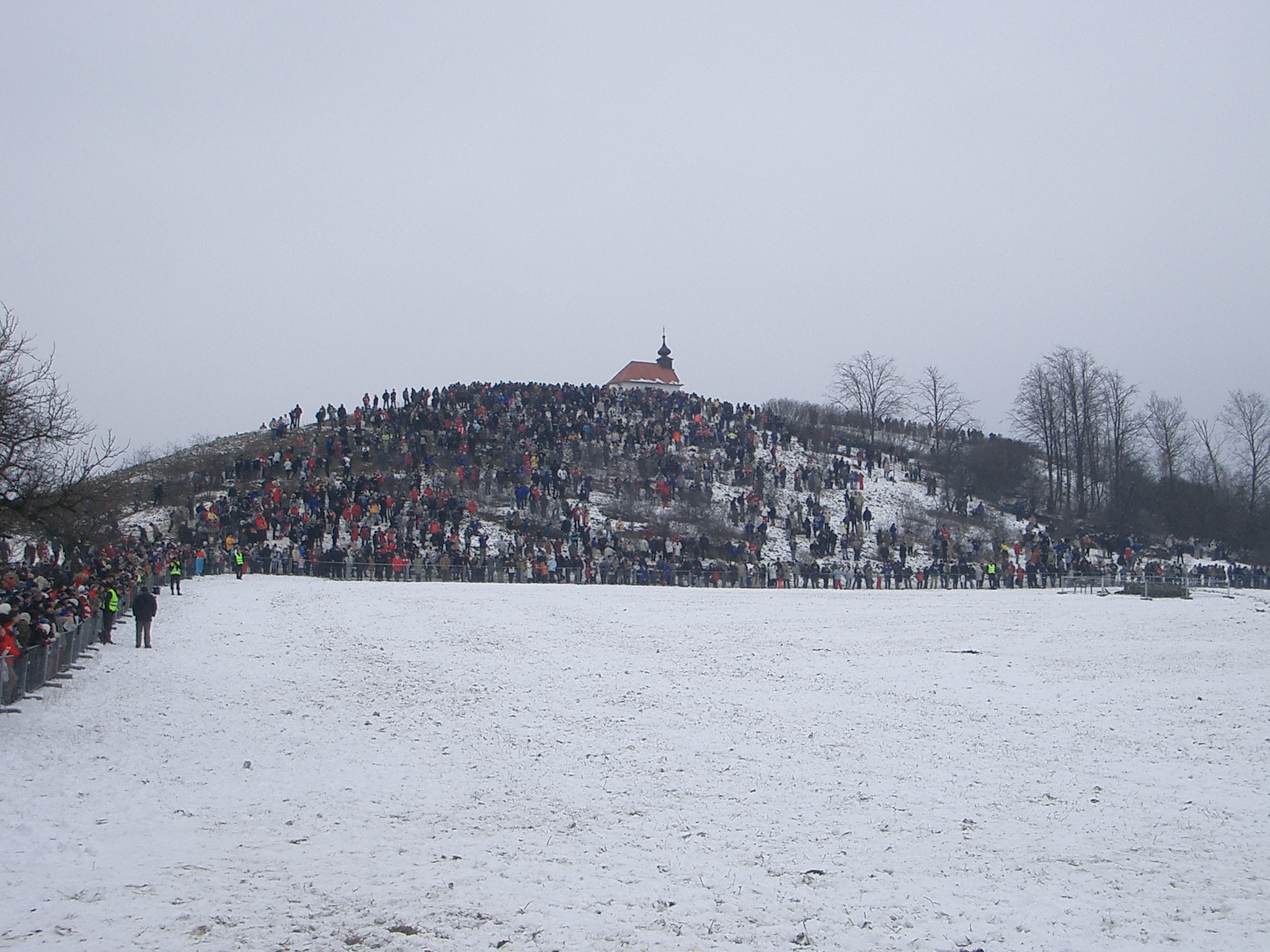
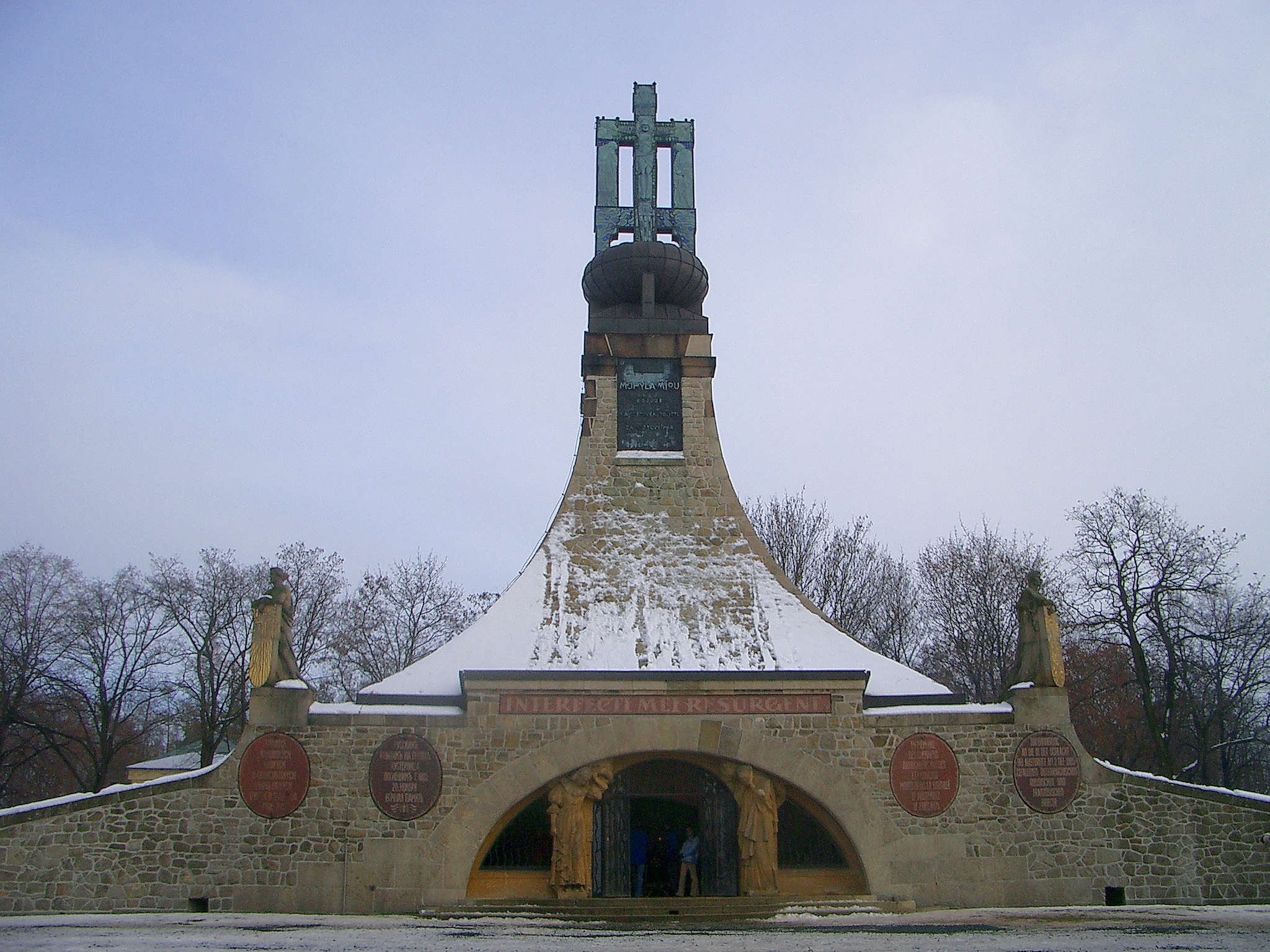
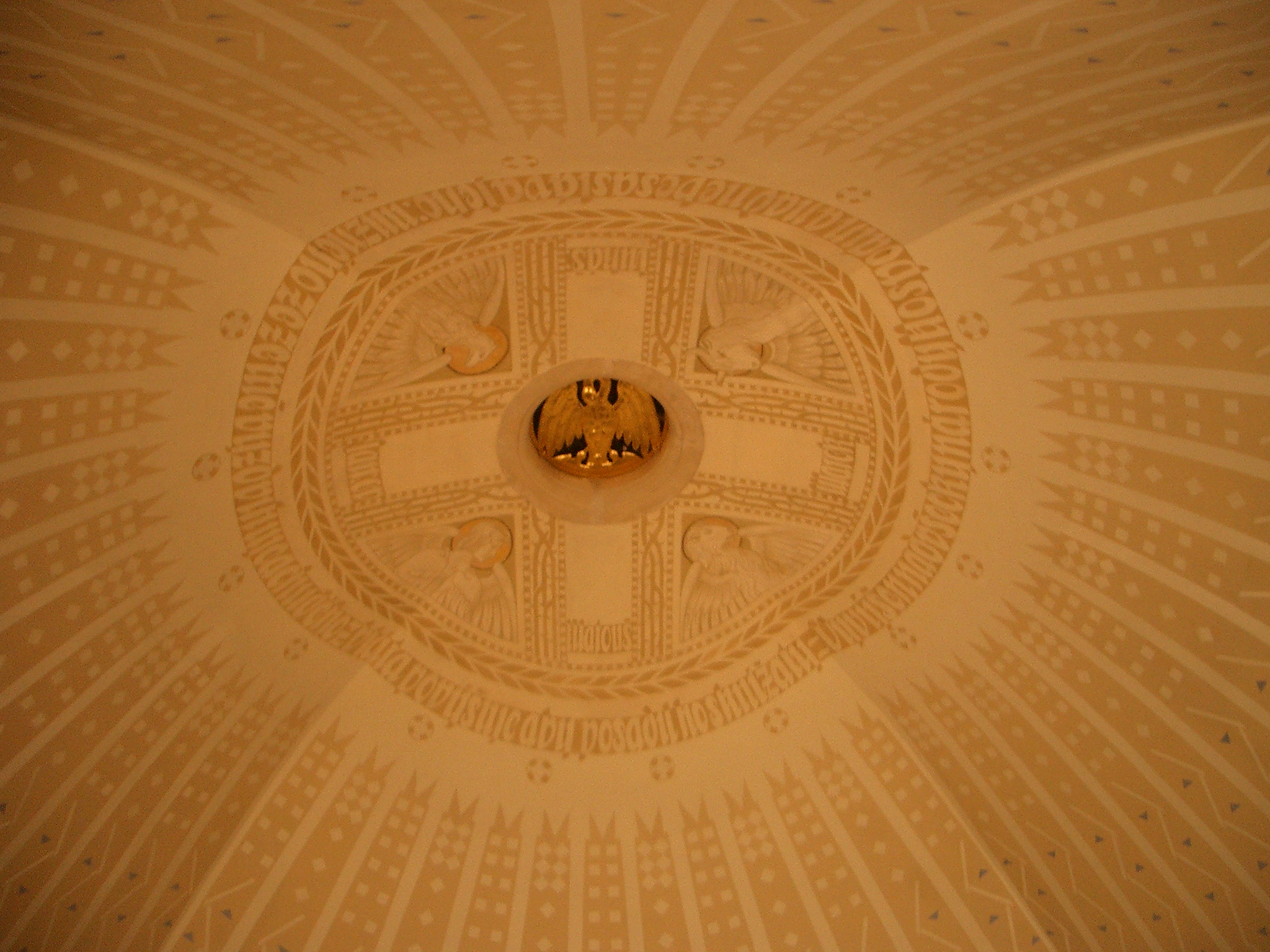
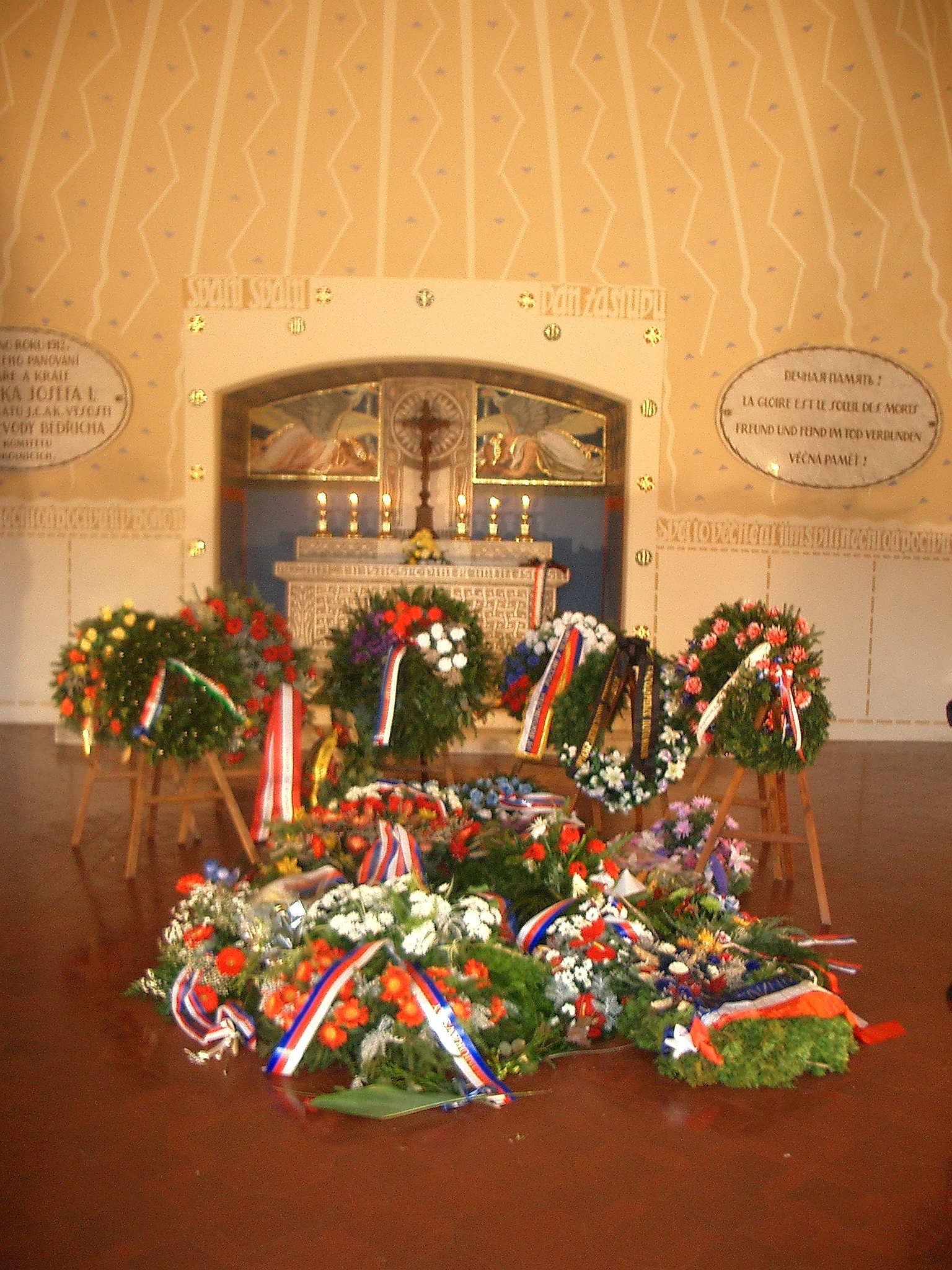
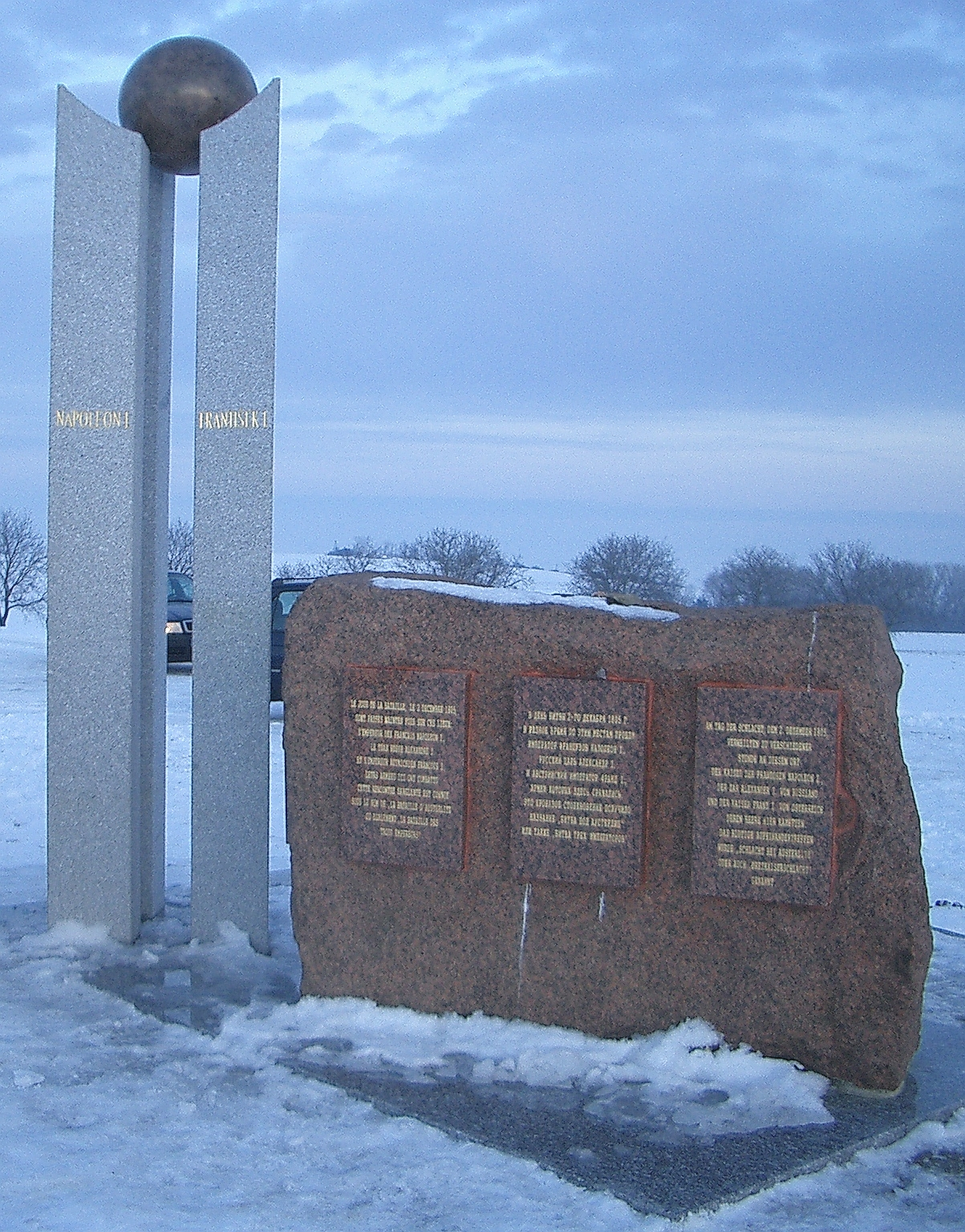
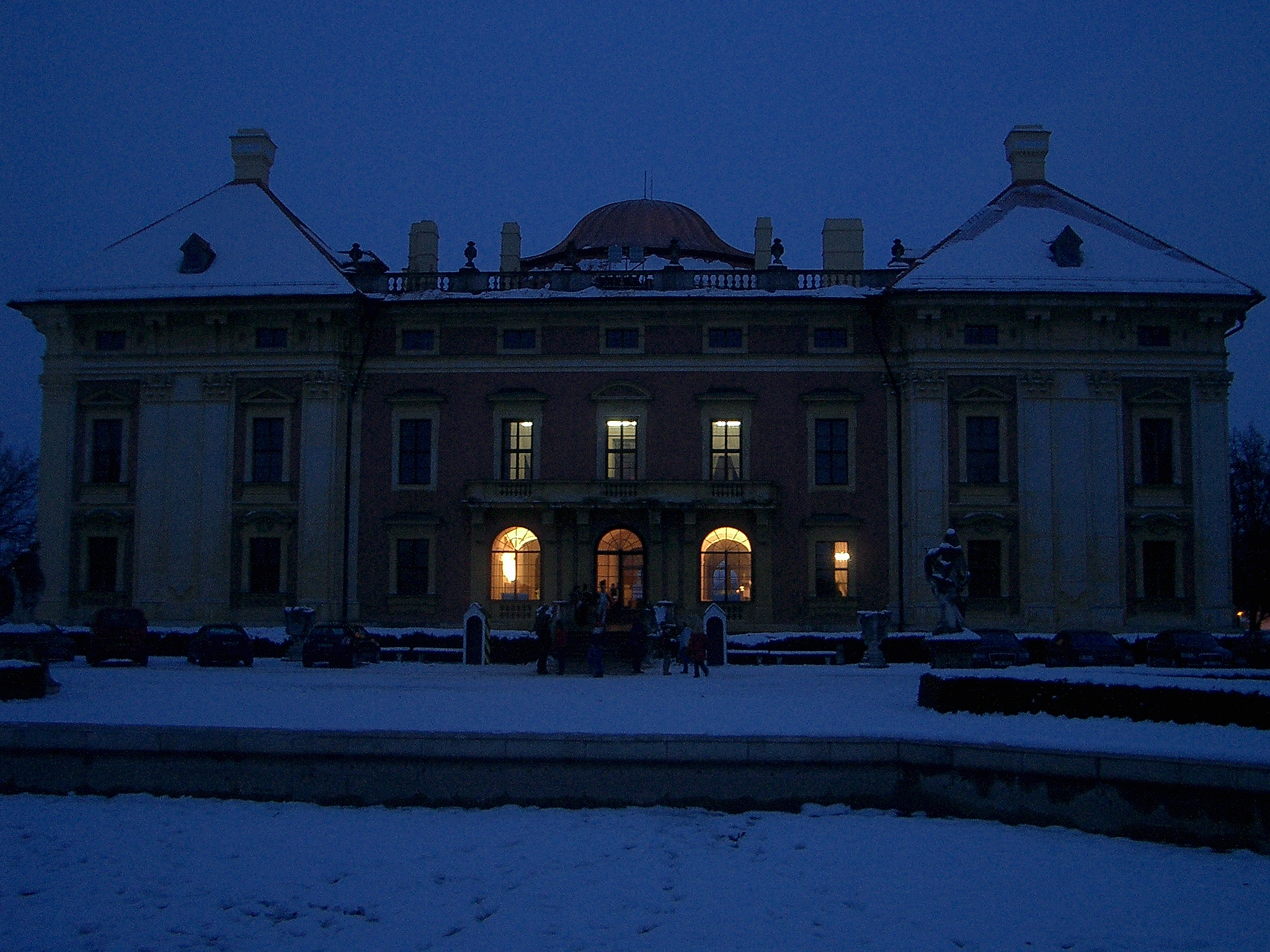
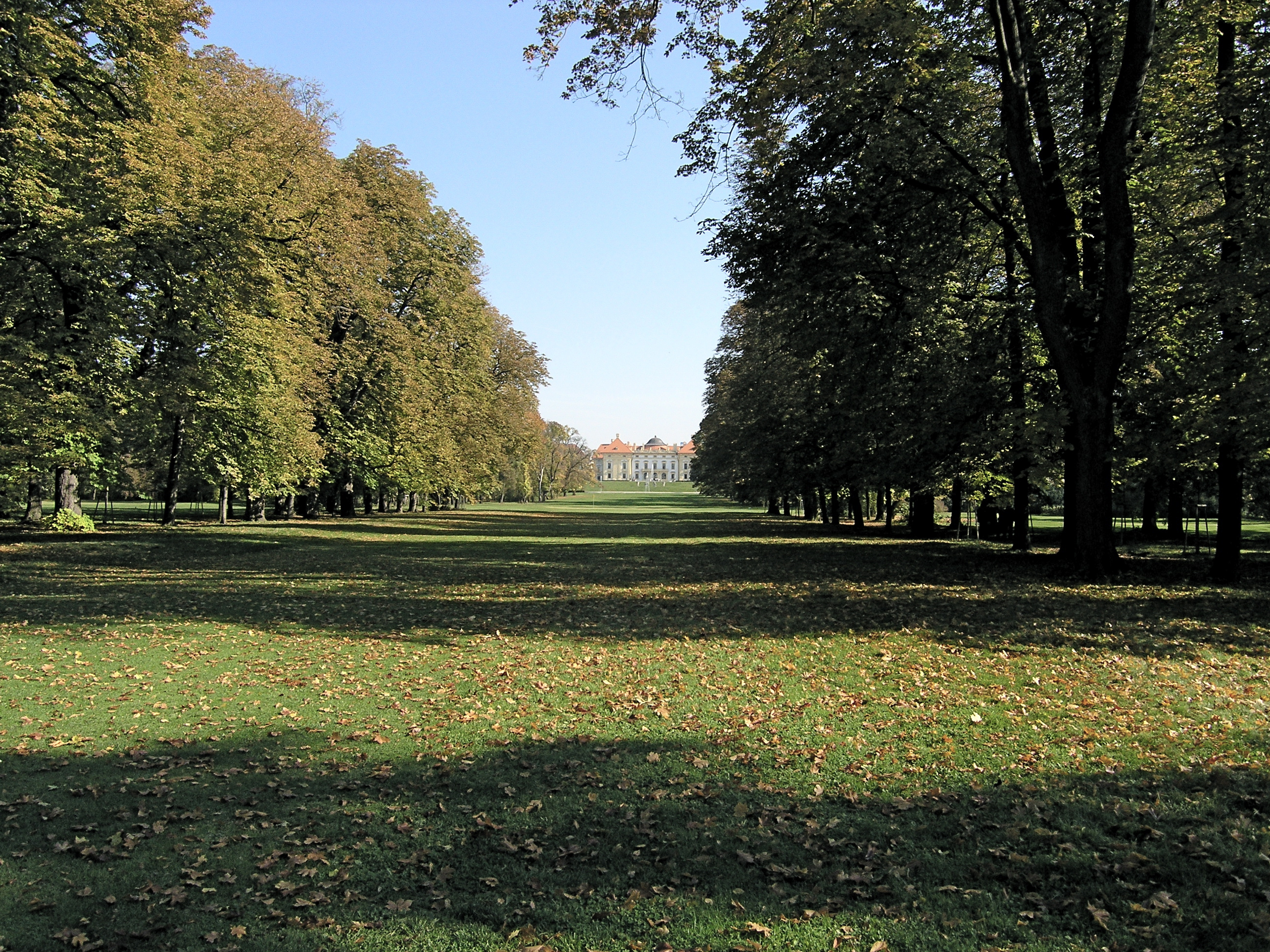